# Lời tiên tri tự hoàn thành
Lời tiên tri tự ứng nghiệm, Lời tiên tri tự hiện thực, Hiện thực hóa lời tiên đoán (tiếng Anh: Self-fulfilling prophecy) là một sự dự đoán, bằng một cách trực tiếp hay gián tiếp, tự biến nó thành hiện thực, đúng như lời tiên tri ban đầu, gây nên bởi sự tác động tích cực giữa niềm tin và hành động. Mặc dù ví dụ của những lời tiên tri này có thể được tìm thấy trong văn học từ thời Hy Lạp cổ và Ấn Độ cổ, nhà xã hội học thế kỉ 20 Robert K. Merton được cho là người tạo nên thuật ngữ "lời tiên tri tự hoàn thành" và xây dựng nên cấu trúc và những hệ quả của nó. Trong bài viết năm 1948, Lời tiên tri tự ứng nghiệm, Merton định nghĩa nó như sau:
Lời tiên tri tự hoàn thành ban đầu là một định nghĩa sai về hoàn cảnh mà tạo nên những hành động mới làm cho quan niệm sai ban đầu trở nên đúng. Sự hợp lệ bề ngoài này của lời tiên tri tự hoàn thành bao hàm nhiều sai lầm. Người tiên đoán sẽ dựa vào thực tế đã diễn ra làm bằng chứng cho việc anh ta đã tiên đoán đúng ngay từ ban đầu.

Nói cách khác, một lời tiên đoán tích cực hay tiêu cực, một niềm tin mạnh mẽ hay một ảo tưởng - được tuyên bố là sự thực trong khi nó sai - có thể tạo nên một ảnh hưởng vừa đủ lên con người, thúc đẩy con người hành động hay là tạo động lực làm cho phản ứng/hành động của họ cuối cùng hoàn thành lời tiên đoán sai lúc đầu.
Lời tiên tri tự hoàn thành là một dạng hiệu ứng hành vi xác nhận, tức là niềm tin và kỳ vọng của con người ảnh hưởng đến hành vi của họ, rút cuộc khiến kỳ vọng đó trở thành sự thật. Quá trình này có thể xảy ra trong vô thức, khác với thiên kiến xác nhận là những hiệu ứng trong quá trình xử lý thông tin có chọn lọc và thiên lệch. Ngược lại với lời tiên tri tự hoàn thành là lời tiên tri tự thất bại (Self-defeating prophecy), tự hủy hoại tiêu tán khi hành vi của người đó trở nên tiêu cực theo chiều hướng ngược lại, khiến lời tiên tri không thể hoàn thành.

## Lịch sử khái niệm
Khái niệm của Merton về lời tiên tri tự hoàn thành bắt nguồn từ định lý Thomas, "Nếu con người định nghĩa hoàn cảnh/hiện tượng là có thật, thì hoàn cảnh/hiện tượng đó có thật theo hệ quả của định nghĩa ấy."  Theo Thomas, con người không chỉ phản ứng với những hoàn cảnh quanh họ mà thường còn phản ứng với cách họ nhận thức hoàn cảnh và ý nghĩa của những nhận thức trên. Vì vậy, hành vi của họ được quy định một phần bởi sự nhận thức và ý nghĩa họ gán cho hoàn cảnh gặp phải, hơn là bởi chính hoàn cảnh đó. Một khi con người thuyết phục được chính mình rằng một hoàn cảnh có một ý nghĩa nhất định, mặc dù điều này có thể không đúng, người đó sẽ đưa ra hành động thật sự như một hệ quả.
Merton phân tích khái niệm này sâu hơn và áp dụng nó vào những hiện tượng xã hội gần đây. Trong cuốn sách Lý thuyết và Cấu trúc xã hội, Merton giả định một đột biến rút tiền gửi một ngân hàng do Carwright Millingville làm chủ tịch. Đó là một ngân hàng thông thường, và Millingville điều hành nó một cách trung thực và đúng mực. Kết quả là, cũng giống như bất kì ngân hàng nào khác, nó có một lượng tài sản lưu động (tiền mặt), nhưng phần lớn tài sản ngân hàng được dùng để đầu tư. Một ngày nọ, một số lượng lớn khách hàng đến ngân hàng cùng một lúc - không ai biết lý do tại sao. Những khách hàng khác thấy nhiều người đến ngân hàng bèn lo lắng. Những tin đồn thất thiệt về ngân hàng bắt đầu lan ra và ngày càng nhiều khách hàng đổ xô tới ngân hàng để lấy lại tiền của họ khi còn có thể. Số lượng khách hàng đến đòi nợ tăng, cũng như sự khó chịu và háo hức của họ, càng làm cho lời đồn về khả năng thanh khoản kém và ngân hàng phá sản có cơ sở. Đầu ngày hôm đó, cũng là ngày cuối cùng của ngân hàng của Millingville, ngân hàng không hề ở trong tình trạng thanh khoản kém. Nhưng những tin đồn về năng lực ngân hàng đã tạo nên một nhu cầu rút tiền đột ngột của quá nhiều khách hàng, điều mà ngân hàng không thể đáp ứng được, làm cho ngân hàng không có khả năng thanh khoản nữa và lâm vào phá sản. Merton kết luận ví dụ này bằng phân tích sau:
Truyện ngụ ngôn trên có ý nghĩa rằng định nghĩa của đại chúng về một hoàn cảnh (lời tiên tri hay dự đoán) trở thành một phần của hoàn cảnh và vì thế sẽ tác động tới sự phát triển sau này. Điều dị thường này chỉ xuất hiện ở con người. Hiện tượng này không xuất hiện trong thế giới tự nhiên không có tác động của con người. Dự đoán về sự trở lại của sao chổi Halley không ảnh hưởng tới quỹ đạo của nó. Nhưng tin đồn về tính thanh khoản của ngân hàng Milingville có ảnh hưởng thực sự đến kết quả câu chuyện. Lời tiên đoán về sự sụp đồ đã tự hoàn thành chính nó.

Merton kết luận rằng cách duy nhất để phá vỡ cấu trúc vòng lặp của lời tiên tri tự hoàn thành là định nghĩa lại những mệnh đề dùng để đưa ra giả định sai lầm.
Theo "mô hình kì vọng" của lạm phát trong Kinh tế học, những kỳ vọng vào sự lạm phát trong tương lai làm cho con người tiêu nhiều tiền hơn ở hiện tại và yêu cầu một lãi suất danh nghĩa cao hơn cho các khoản tiết kiệm, vì họ trông đợi rằng giá cả sẽ tăng lên. Nhu cầu về một lãi suất danh nghĩa cao hơn và sự tăng lên của tiêu dùng trong hiện tại lại tạo nên một sức ép lạm phát và có thể tạo nên lạm phát thực sự bất chấp kì vọng vào lạm phát trong tương lai là không có cơ sở. Lý thuyết về sự kì vọng có vai trò quan trọng trong những chính sách của Paul Volcker khi còn tại vị Chủ tịch Cục Dự trữ Liên bang (Hoa Kỳ) nhằm đối phó với tình trạng "lạm phát đình đốn".
Nhà triết học Karl Popper gọi lời tiên tri tự hoàn thành là hiệu ứng Oedipus:
Một trong những ý tưởng tôi đề cập trong Sự nghèo đói của Chủ nghĩa lịch sử là ảnh hưởng của lời dự đoán lên những sự kiện được dự đoán sẽ xảy ra. Tôi gọi nó là "Hiệu ứng Oedipus", bởi nhà tiên tri có vai trò quan trọng nhất trong chuỗi các sự kiện dẫn đến sự hoàn thành của lời tiên tri.... Có giai đoạn tôi đã nghĩ sự tồn tại của hiệu ứng Oedipus làm phân biệt khoa học xã hội và khoa học tự nhiên. Nhưng trong sinh học, thậm chỉ cả sinh học phân tử, sự kì vọng thường có vai trò tạo nên những điều được kì vọng trước đó.

Một khái niệm trước đó xuất hiện trong Sự đi xuống và sụp đổ của đế chế La Mã của Edward Gibbon: "Trong nhiều thời đại, sự tiên đoán, như thường lệ, đóng góp tới sự thành bại của chính nó" (chương I, phần II).

### Ứng dụng
Có rất nhiều ví dụ trong những nghiên cứu về lý thuyết của sự bất hoà nhận thức và lý thuyết của sự tự nhận thức; con người thường thay đổi thái độ để phù hợp vời những lời họ dự đoán công khai.
Tại Hoa Kỳ, khái niệm này đã được sử dụng rộng rãi và liên tục được ứng dụng trong lĩnh vực cải cách giáo dục đại chúng, theo "Cuộc chiến chống nghèo đói". Theodore Brameld viết rằng: "Đơn giản nhất, giáo dục đã đưa ra và vì thế củng cố những tập quán mà cuộc sống cá nhân và cuộc sống văn hoá cho là chấp nhận được và chiếm ưu thế." Ảnh hưởng của thái độ giáo viên, niềm tin và giá trị, tới kì vọng đã được kiềm chứng nhiều lần.
Hiện tượng "chiến tranh không tránh khỏi" là một lời tiên tri tự hoàn thành đã được nghiên cứu sâu.
Ý tưởng này tương tự như ý tưởng được nhà triết học William James nhắc tới trong Ý chí để tin tưởng. Nhưng James cho rằng hiện tượng này mang ý nghĩa tích cực, như là tự xác nhận của niềm tin. Cũng như trong ví dụ của Merton, niềm tin ngân hàng thanh khoản kém có thể đã góp phần tạo nên thực tế, vì thế theo một hướng tích cực, sự tin tưởng vào triển vọng của ngân hàng có thể làm ngân hàng kinh doanh tốt hơn. Một ví dụ nữa của James: một chàng nhà quê, tin rằng thiếu nữ xinh đẹp chắc chắn đã yêu anh ta, có thể sẽ làm cho nỗ lực chinh phục hiệu quả hơn là khi anh ta tin theo điều ngược lại.
Có rất nhiều bằng chứng cho "Hiệu ứng kì vọng giữa các cá nhân" khi những kì vọng riêng tư của cá nhân có thể dự đoán được kết quả của thế giới xung quanh họ. Cơ chế của hiện tượng này được hiểu khá rõ: chỉ bởi sự kì vọng của chúng ta đã thay đổi hành vi theo một cách đúng đắn mà chúng ta không để ý tới. Trong trường hợp của "Hiệu ứng kì vọng giữa các cá nhân", những người khác nhận biết được những hành vi phi ngôn ngữ và hành vi của họ vì thế cũng bị thay đổi theo. Trong một ví dụ nổi tiếng, giáo viên được thông báo về những học sinh tiềm năng trong lớp học (những học sinh này được lựa chọn ngẫu nhiên). Điều kì lạ là vào cuối năm học, những học sinh được chọn ngẫu nhiên này đã có những tiến bộ vượt bậc.
Những ví dụ khác được nói đến trong tâm lý học bao gồm:
- Hiệu ứng 'Hans thông minh'
- Hiệu ứng người theo dõi - kì vọng
- Hiệu ứng Hawethorn
- Hiệu ứng giả dược
- Hiệu ứng Pygmalion
- Mối đe doạ của sự rập khuôn

## Thể thao
Trong khúc côn cầu Canada, những vận động viên ở giải đấu cơ sở được lựa chọn dựa trên kĩ thuật, sự phối hợp vận động, sự trưởng thành sinh lý và một số tiêu chuẩn khác. Tuy nhiên, nhà tâm lý học Robert Barnsley đã chỉ ra rằng trong bất cứ nhóm vận động viên hockey ưu tú nào, 40% được sinh ra từ tháng một đến tháng ba, so với tỉ lệ 25% dự đoán theo xác suất. Lý giải cho điều này như sau: ở Canada, để được học khúc côn cầu bạn phải có ngày sinh sau 1/1, vì thế những người sinh đầu năm sẽ già hơn những người còn lại từ 9-12 tháng, tại thời điểm thiếu niên thì đây là một lợi thế sinh lý to lớn. Những vận động viên được lựa chọn được đào tạo cao hơn, chơi nhiều hơn và có nhiều đồng đội giỏi hơn. Những yếu tố này làm cho họ trở thành những vận động viên xuất sắc nhất, hoàn thành lời tiên đoán, trong khi tiêu chí tuyển chọn thực sự là tuổi. Một hiệu ứng liên quan khác: hiệu ứng tuổi tương đối đã được ghi nhận ở bóng đá Bỉ sau 1997, khi khởi đầu của năm tuyển sinh được chuyển từ 1/8 tới 1/1.

## Rập khuôn
Đây là một dạng riêng biệt của lời tiên tri tự hoàn thành, rất phổ biến và bao gồm nhiều hình thức. Nó hàm ý rằng kì vọng một người hành động dựa trên sắc tộc, tôn giáo, giới tính và nhiều yếu tố khác, sẽ làm cho người đó bắt chước theo sự rập khuôn ấy.

## Văn học, truyền thông và nghệ thuật
Trong văn học, lời tiên tri tự hoàn thành thường được sử dụng làm phương tiện xây dựng cốt truyện. Nó vốn được sử dụng trong những câu truyện từ nhiều thiên niên kỉ nay, nhưng gần đây trở nên phổ biến trong thể loại khoa học viễn tưởng. Nó được sử dụng một cách mỉa mai, sự việc được dự đoán xảy ra bởi chính sự ngăn chặn lời tiên tri (một ví dụ gần đây là cuộc đời của Anakin Skywalker, nhân vật Jedi hoá Chúa tể Sith trong phim Chiến tranh giữa các vì sao của George Lucas). Đôi khi nó cũng được sử dụng như một cách giải quyết tình huống hài hước.

### Cổ điển
Nhiều huyền thoại, truyền thuyết và truyện cổ tích sử dụng môtip này làm trung tâm tường thuật nhằm diễn đạt định mệnh không tránh khỏi, một yếu tố cốt lõi trong thế giới quan của Hellen.. Trong một môtip thông dụng, một đứa trẻ, dù là mới sinh hay còn chưa ra đời, được tiên tri là người sẽ gây nên biến cố bất lợi với nhà cầm quyền. Đó có thể là cái chết của người cầm quyền; trong một phiên bản nhẹ nhàng hơn, đứa trẻ nghèo hoặc ở tầng lớp dưới được tiên tri sẽ cưới con gái của ông ta. Trớ trêu là những sự kiện này xảy ra do kết quả của những hành động ngăn chặn chúng xảy ra: thông thường thì chuỗi các sự kiện bắt đầu từ việc từ con.

#### Hy Lạp

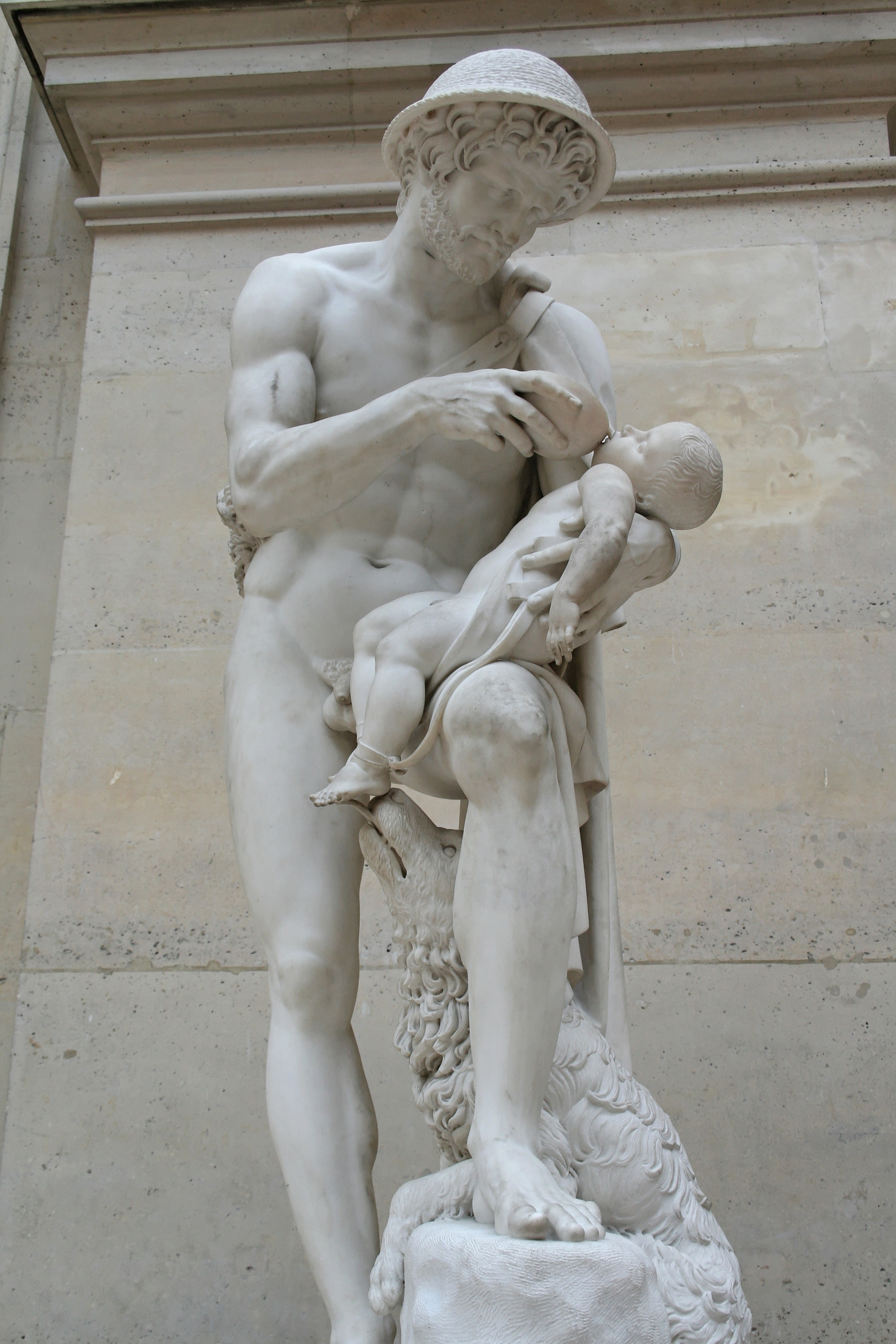
Oedipus trong vòng tay Phorbas.

Ví dụ nổi tiếng nhất trong thần thoại Hy Lạp là Oedipus. Được cảnh báo rằng sẽ có ngày con trai sẽ giết ông ta, Laius đã bỏ mặc đứa con mới sinh Oedipus tới chết, nhưng Oedipus đã được tìm thấy và nhận nuôi mà không hay biết về nguồn gốc thực sự của mình. Khi Oedipus lớn lên, anh ta được cảnh báo rằng anh ta sẽ giết chết cha và kết hôn với mẹ mình. Tin rằng cha mẹ nuôi là cha mẹ đẻ, Oedipus rời nhà tới Hy Lạp, cuối cùng lại đặt chân đến thành phố mà bố mẹ đẻ anh ta sinh sống. Tại đó, Oedipus đã vướng vào cuộc gây gổ với một người lạ, cha đẻ của anh, rồi giết ông ta và cưới người goá phụ, mẹ đẻ của anh.
Mặc dù truyền thuyết về Perseus bắt đầu với lời tiên tri anh ta sẽ giết ông nội mình Acrisius và anh cùng mẹ mình là Danaë bị bỏ rơi, lời tiên tri chỉ tự hoàn thành trong một vài phiên bản. Ở một số phiên bản, Perseus vô tình xuyên mũi giáo qua người ông ngoại mình tại một cuộc thi - một hành động có thể xảy ra bất chấp sự phản ứng của Acrisius với lời tiên tri. Trong những phiên bản khác, sự có mặt của anh ta tại cuộc thi được giải thích bởi việc anh ta biết tới lời tiên tri, bởi vậy nỗ lực ngăn chặn lời tiên tri đã làm cho nó tự hoàn thành. Trong một số phiên bác khác nữa, Acrisius là một khách mời của đám cưới khi Polydectes ép buộc Danaë kết hôn với ông ta và khi Perseus biến họ thành đá với đầu của Gordon; bởi Polydectes yêu Danaë do Acrisius đã bỏ cô ta ở biển, và việc Perseus giết chết Gordon là hệ quả của những nỗ lực của Polydectes nhằm giết chết con trai của Danaë để ông ta có thể cưới cô. Trong những phiên bản này thì lời tiên tri đã tự hoàn thành chính nó.
Sử Hy Lạp có một phiên bản nổi tiếng: khi Croesus, vua xứ Lydia, hỏi nhà tiên tri xứ Delphy rằng ông có nên xâm lược Ba Tư hay không, câu trả lời là nếu ông ta thực hiện điều đó, Croesus sẽ phá huỷ một vương quốc vĩ đại. Cho rằng lời tiên tri nói báo trước sự thành công, Croesus đã tấn công - nhưng chính vương quốc của ông ta mới bị huỷ diệt. Trong ví dụ này, lời tiên tri đã thúc đẩy con người hành động bởi anh ta tin rằng việc làm theo lời tiên tri sẽ mang lại thuận lợi cho mình, nhưng những gì anh ta đạt được là ngược lại, một cái kết tai hại nhưng vẫn hoàn thành lời tiên tri kia.
Con người không nhất thiết phải ngăn chặn lời tiên tri để nó có thể tự hoàn thành. Ví dụ, khi Zeus được tiên tri sẽ lật đổ cha mình là Chronos, chiếm lấy ngôi Vua của các vị Thần, ông ta đã chủ động phát động một cuộc chiến để hoàn thành lời tiên tri. Lời tiên tri trở nên tự hoàn thành bởi chính nhờ lời tiên tri mà Zeus có động lực để làm điều đó.

#### La Mã

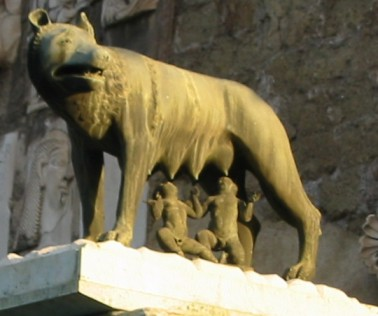
Romulus và Remus được chó sói cho bú.

Một ví dụ khác là câu chuyện về Romulus và Remus. Theo truyền thuyết, một người sẽ lật đổ anh trai mình - nhà vua. Ông ta liền ra lệnh dìm chết hai người cháu là Romulus và Remus vì sợ rằng ngày nào đó họ sẽ giết mình như ông ta đã từng làm với anh trai. Hai cậu bé được đặt trong một cái giỏ và ném xuống sông Tiber. Một con sói tìm thấy hai cậu bé và đã nuôi nấng chúng. Sau này, một người chăn cừu tìm được hai anh em sinh đôi nọ và đặt tên chúng là Romulus và Remus. Lớn lên, hai anh em biết được nguồn gốc của mình. Họ giết ông chú - nhà vua - và hoàn thành lời tiên tri.

#### Ả Rập
Một hình thức của lời tiên tri tự hoàn thành là mơ ước tự hoàn thành, xuất hiện từ văn học trung cổ Ả Rập. Trong nhiều câu truyện của Nghìn lẻ một đêm, còn được biết đến với tên Đêm Ả Rập, hình thức này được sử dụng để báo trước sự kiện sắp xảy đến, một hình thức đặc biệt của sự rào đón trong văn học. Một ví dụ điển hình là "Người đàn ông nghèo giàu có nhờ giấc mơ", một người được báo mộng phải rời quê hương Baghdad để tới Cairo, nơi anh ta sẽ phát hiện tung tích của một kho báu. Người này tới Cairo và bắt đầu gặp xui xẻo khi mất niềm tin vào lời tiên tri, bị bỏ tù, gặp người quản ngục và kể cho anh ta về lời tiên tri. Người cai ngục châm biếm giấc mộng nhưng bí mật ghi nhớ những chi tiết về kho báu. Người cai ngục thuyết phục anh ta rằng theo đuổi giấc mộng là quá liều lĩnh. Người phạm nhân đồng tình và trở về Baghdad, trong khi người cai ngục tìm thấy một kho báu lớn được chôn ngay dưới nhà ông ta. Đây là câu chuyện về điều đáng lẽ đã xảy ra nếu anh ta đã nghe theo giấc mơ của mình, bất chấp những kẻ phản đối. Một biến thể của câu chuyện này xuất hiện sau đó trong câu chuyện dân gian Anh "Người bán rong đến từ Swaffham".
Một phiên bản của lời tiên tri tự hoàn thành xuất hiện trong "Câu chuyện của Attaf". Harun al-Rashid đang đọc sách trong thư viện (Ngôi nhà của sự Thông thái), "cười và khóc rồi bãi nhiệm người tể tướng trung thành" Ja'far ibn Yahya. Ja'far, "buồn và bất mãn đã rời khỏi Baghdad và rơi vào một loạt những cuộc phiêu lưu ở Damascus, cùng với sự tham gia của Attaf và người phụ nữ mà Attaf sẽ cưới sau này." Sau khi trở lại Baghdad, Ja'far đọc được quyển sách đã làm cho Harun cười rồi khóc, rồi biết rằng quyển sách miêu tả lại những cuộc phiêu lưu của chính ông và Attaf. Nói cách khác, chính việc Harun đọc sách đã khơi mào cho những cuộc phiêu lưu được miêu tả trong cuốn sách xảy ra. Đây là ví dụ đầu tiên của quan hệ nghịch nhân quả. Vào thế kỉ 12, câu truyện đã được dịch sang tiếng Latin bởi Petrus Alphonsi và xuất hiện trong cuốn Khuôn phép nhà tu (Disciplina Clericalis). Vào thế kỉ 14, một phiên bản của câu truyện xuất hiện trong Gesta Romanorum và Decameron. của Giovanni Boccaccio.

#### Ấn Độ

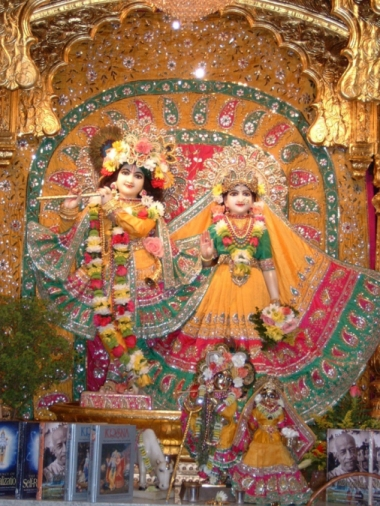
Krishna thổi sáo với Radha.

Lời tiên tri tự hoàn thành xuất hiện trong văn học Phạn cổ điển. Trong truyện về Krishna trong bản anh hùng ca Ấn Độ Mahabharata, người cai trị vương quốc Mathura, Kansa, sợ rằng mình sẽ bị giết bởi con trai chị gái mình là Devaki theo lời tiên tri, đã bỏ tù và âm mưu giết hết những đứa con người chị khi sinh ra đời. Sau khi sáu đứa trẻ đầu bị giết, và Devaki bị xảy thai đứa thứ bảy, Krishna (người con thứ tám) ra đời. Tính mạng của Krishna gặp nguy hiểm và anh ta đã được bí mật đưa ra ngoài rồi được nhận nuôi bởi Yashoda và Nanda, người làng Gokula. Nhiều năm sau, Kansa biết được Krishna đã đào thoát và đã cử quỷ thần đi giết Krishna. Quỷ thần bị Krishna và anh trai Balamara đánh bại. Chàng trai trẻ Krishna trở lại Mathura để lật đổ người chú mình, và Kansa cuối cùng đã bị giết bởi người cháu trai Krishna. Nỗ lực của Kansa nhằm ngăn chặn lời tiên tri đã khiến nó trở thành hiện thực, vì thế hoàn thành lời tiên tri.

#### Nga
Oleg xứ Novgorod là hoàng tử của Varangian, cai trị người Rus trong những năm đầu thế kỉ 10. Theo biên niên sử của Đông Slavic, một linh mục ngoại đạo đã tiên tri rằng Oleg sẽ nhận lấy cái chết từ con ngựa của mình. Để tránh khỏi cái chết Oleg đã thả con ngựa đi. Nhiều năm sau ông ta hỏi về tung tích con ngựa và biết rằng nó đã chết. Ông ta yêu cầu được nhìn thấy hài cốt của nó và được đưa đến nơi con ngựa chết. Khi ủng của ông ta chạm vào đầu lâu ngựa, một con rắn xổ ra từ cái đầu lâu và cắn Oleg. Oleg chết, hoàn thành lời tiên tri. Trong Biên niên sử Nguyên thủy, Oleg chính là nhà tiên tri, mỉa mai thay lại tiên tri chính về cái chết của mình. Câu truyện được Alexander Pushkin lãng mạn hoá trong vở ballad "Bài ca về Oleg Thông thái". Trong truyền thống Scandinavy, truyền thuyết này xuất hiện trong truyện về Orvar-Odd.

#### Cổ tích châu Âu
Nhiều câu truyện cổ tích, như Con quỷ và ba sợi tóc vàng, Con cá và chiếc nhẫn, Câu chuyện của ba người ăn xin tuyệt vời, hay Ông vua chiến thắng số phận, xoay quanh lời tiên tri về một cậu bé nghèo cưới cô tiểu thư nhà giàu (hoặc, ít phổ biến hơn, một cô gái nghèo cưới một chàng trai nhà giàu). Đây là mẫu truyện số 930 theo cách phân loại của Aarne-Thompson. Nỗ lực của cha cô gái nhằm ngăn chặn lời tiên tri đã giúp cho chàng trai cưới được cô gái.
Trong Ngôn ngữ của loài chim, người cha ép đứa con nói cho ông ta biết lũ chim nói gì: rằng người cha sẽ làm người hầu cho con trai mình. Trong Con cừu, người cha ép con gái mình kể lại giấc mơ: rằng người cha sẽ cầm một cái bình cho đứa con gái rửa tay. Trong những truyện này, người cha hiểu câu trả lời theo nghĩa tiêu cực và đuổi con mình đi; điều này giúp thay đổi người con và vì thế sau này người cha không nhận ra con mình nữa, rồi ông ta lại xin làm người hầu cho họ.
Trong một vài phiên bản của Công chúa ngủ trong rừng như Mặt trời, mặt trăng và Talia, giấc ngủ không phải gây ra bởi lời nguyền mà do một lời tiên tri nàng công chúa sẽ gặp nguy hiểm từ cây lanh (hoặc cây gai dầu). Lời tiên tri khiến cho hoàng gia rỡ bỏ tất cả cây lanh hay cây gai dầu trong lâu đài, gây nên sự chủ quan và tò mò của công chúa.

#### Shakespeare
Vở Macbeth của Shakespeare là một ví dụ kinh điển khác của lời tiên tri tự hoàn thành. Ba mụ phù thủy đã tiên tri rằng Macbeth sẽ trở thành vua, nhưng sau đó, con cháu người bạn thân nhất của Macbeth sẽ cai trị thay vì con cháu ông ta. Macbeth cố gắng thực hiện vế đầu của lời tiên tri trong lúc cố gắng giữ dòng máu của mình trên ngai vàng. Được lời tiên tri tác động, Macbeth giết nhà vua và những người bạn của mình, điều mà trước đây Macbeth có lẽ sẽ chẳng bao giờ làm. Cuối cùng, hành động độc ác của Macbeth nhằm giữ quyền lực cho dòng họ mình đã khiến ông ta bị giết trong một cuộc nổi dậy.
Lời tiên tri sau này của bóng ma thứ nhất trong ba phù thủy rằng Macbeth phải "Cẩn thận với Macduff" cũng là một lời tiên tri tự hoàn thành. Nếu Macbeth không được nghe lời tiên tri này, ông ta có lẽ đã không coi Macduff là mối đe doạ. Vì thế ông ta sẽ không giết gia đình của Macduff, và Macduff cũng sẽ không trả thù và giết Macbeth.

### Hiện đại
Cũng giống câu truyện về Oedipus ở trên, một ví dụ hiện đại hơn là Darth Vader trong loạt phim Chiến tranh giữa các vì sao, hay Chúa tể Voldermort trong Harry Potter - cả hai đều cố gắng đàn áp những sự chống đối được dự đoán sẽ dẫn tới sự sụp đổ của mình, nhưng lại tạo ra những điều kiện giúp tạo tiền đề cho sự sụp đổ. Điều này cũng xảy đến với John Mitchell trong loạt phim truyền hình Hãy là người (Being Human) của BBC 3; tuy nhiên bộ phim và nhân vật này ít được biết tới hơn so với Darth Vader và chúa tể Voldermort.

#### Tư duy mới
Định luật hấp dẫn là một ví dụ điển hình của lời tiên tri tự hoàn thành. Đây là tên gọi của niềm tin rằng giống nhau thì sẽ hút nhau và nếu tập trung vào những suy nghĩ tích cực hay tiêu cực, con người có thể tạo nên những kết quả tích cực hay tiêu cực tương ứng. Theo định luật này thì niềm tin trong tâm trí ảnh hưởng tới ý định của một người và làm cho những kết quả được trông đợi xảy ra. Mặc dù có trường hợp thái độ tích cực hay tiêu cực có thể tạo nên những kết quả tương ứng (điển hình là hiệu ứng giả dược), không có cơ sở khoa học nào cho định luật hấp dẫn này.